# لاري ميلر (فنان)
لاري ميلر (بالإنجليزية: Larry Miller)‏ هو فنان أمريكي، ولد في 1944 في ميزوري في الولايات المتحدة.